# 天主教泰奇曼教區
天主教泰奇曼教區（拉丁語：Dioecesis Techimanensis）是加納一個羅馬天主教教區，屬庫馬西總教區。
教區成立於2007年12月28日，位於布朗阿哈福地區東部，2010年有教友73,606人（佔轄區總人口10.6%）、十九個堂區、廿八名司鐸。現任教區主教為道明·尼亞爾科·耶博阿。